# Vimpocetina
Vimpocetina é um fármaco sintético vasodilatador cerebral da classe dos nootrópicos. Atua por inibição da fosfodiesterase, o que aumenta o AMPc. Está relacionada com os alcalóides da Vinca minor.